# Villegas (kommun)
Villegas är en kommun i Spanien.   Den ligger i provinsen Provincia de Burgos och regionen Kastilien och Leon, i den norra delen av landet, 230 km norr om huvudstaden Madrid. Antalet invånare är 101. Arean är 24,0 kvadratkilometer.
Terrängen i Villegas är platt.